# 2001 w filmie
Ten artykuł należy dopracować:

przedstawiono sytuację tylko z polskiej perspektywy – artykuł powinien być przekrojowy.
Pomóż go poprawić. Na stronie dyskusji mogą znajdywać się pomocne komentarze.
Wydarzenia filmowe w 2001 roku.

## Zmarli
- 11 stycznia – Ignacy Machowski, polski aktor (ur. 1920)
- 11 stycznia – Jarema Stępowski, polski aktor (ur. 1925)
- 30 stycznia – Edmund Fetting, polski aktor (ur. 1927)
- 7 lutego – Władysław Forbert, polski operator filmowy (ur. 1915)
- 19 lutego – Stanley Kramer, amerykański reżyser (ur. 1913)
- 23 lutego – Robert Enrico, francuski reżyser i montażysta (ur. 1931)
- 6 marca – Władysław Lasoń, polski aktor (ur. 1909)
- 14 kwietnia – Hiroshi Teshigahara, japoński reżyser (ur. 1927)
- 3 czerwca – Anthony Quinn, amerykański aktor (ur. 1915)
- 21 czerwca – Carroll O’Connor, aktor (ur. 1924)
- 27 czerwca – Jack Lemmon, amerykański aktor (ur. 1925)
- 28 czerwca – Joan Sims, aktorka (ur. 1930)
- 25 sierpnia – Aaliyah, piosenkarka i aktorka (ur. 1979)
- 29 września – Gloria Foster, amerykańska aktorka (ur. 1933)
- 9 października – Herbert Ross, amerykański reżyser (ur. 1927)
- 11 października – Krzysztof Chamiec, polski aktor (ur. 1930)
- 15 października – Krystyna Zofia Dobrowolska, polska scenarzystka, reżyser, pisarka (ur. 1918)
- 29 października – Grigorij Czuchraj, rosyjski reżyser (ur. 1921)
- 14 listopada – Mieczysław Waśkowski, polski reżyser (ur. 1929)

## Premiery

### Polskie
| Data            | Tytuł filmu               | Kraj   | Reżyseria            | Obsada |
| --------------- | ------------------------- | ------ | -------------------- | --- |
| 5 stycznia      | Pieniądze to nie wszystko | Polska | Juliusz Machulski    | Marek Kondrat, Stanisława Celińska, Sylwester Maciejewski, Hanna Mikuć                                                                     |
| 19 stycznia     | Weiser                    | /      | Wojciech Marczewski  | Marek Kondrat, Krystyna Janda, Juliane Köhler, Zbigniew Zamachowski Krzysztof Globisz, Piotr Fronczewski, Olga Frycz, Andrzej Basiukiewicz |
| 26 stycznia     | Sezon na leszcza          | Polska | Bogusław Linda       | Bogusław Linda, Gabriel Fleszar, Anna Przybylska, Dawid Łepkowski                                                                          |
| 2 lutego        | Egoiści                   | Polska | Mariusz Treliński    | Magdalena Cielecka, Rafał Mohr, Jan Frycz, Olaf Lubaszenko                                                                                 |
| 9 lutego        | Reich                     | Polska | Władysław Pasikowski | Bogusław Linda, Mirosław Baka, Krzysztof Pieczyński, Aleksandra Nieśpielak, Julia Rzepecka                                                 |
| 9 lutego        | Szczęśliwy człowiek       | Polska | Małgorzata Szumowska | Jadwiga Jankowska-Cieślak, Piotr Jankowski, Małgorzata Hajewska-Krzysztofik                                                                |
| 23 lutego       | 6 dni strusia             | Polska | Jarosław Żamojda     | Mariusz Frankowski, Patrycja Durska, Wojciech Medyński, Adam Wójcik                                                                        |
| 3 marca         | Przedwiośnie              | Polska | Filip Bajon          | Mateusz Damięcki, Janusz Gajos, Krystyna Janda, Daniel Olbrychski Maciej Stuhr, Karolina Gruszka, Urszula Grabowska, Małgorzata Lewińska   |
| 23 marca        | W pustyni i w puszczy     | Polska | Gavin Hood           | Karolina Sawka, Adam Fidusiewicz, Artur Żmijewski, Andrzej Strzelecki                                                                      |
| 20 kwietnia     | Pół serio                 | Polska | Tomasz Konecki       | Rafał Królikowski, Edyta Olszówka, Maria Seweryn, Krzysztof Stelmaszyk                                                                     |
| 20 kwietnia     | Że życie ma sens          | Polska | Grzegorz Lipiec      | Krzysztof Czarkowski, Grzegorz Lipiec, Jarosław Sokołowski, Jacek Katarzyński                                                              |
| 18 maja         | blok.pl                   | Polska | Marek Bukowski       | Jerzy Łapiński, Sylwia Bojarska, January Brunov, Ewa Bukowska, Paweł Królikowski                                                           |
| 25 maja         | Strefa ciszy              | Polska | Krzysztof Lang       | Edyta Olszówka, Robert Gonera, Szymon Bobrowski, Przemysław Sadowski, Dariusz Kowalski                                                     |
| 6 lipca         | Mała Vilma                | /      | Márta Mészáros       | Cleo Ladanyi, Jan Nowicki, Lili Monori, Kitty Keri, Ewa Telega                                                                             |
| 24 sierpnia     | Poranek kojota            | Polska | Olaf Lubaszenko      | Maciej Stuhr, Karolina Rosińska, Tadeusz Huk, Michał Milowicz, Janusz Józefowicz                                                           |
| 14 września     | Quo vadis                 | Polska | Jerzy Kawalerowicz   | Paweł Deląg, Magdalena Mielcarz, Bogusław Linda, Michał Bajor, Jerzy Trela                                                                 |
| 25 września     | Blokersi                  | Polska | Sylwester Latkowski  | ---- |
| 28 września     | Cześć Tereska             | Polska | Robert Gliński       | Aleksandra Gietner, Karolina Sobczak, Zbigniew Zamachowski, Krzysztof Kiersznowski                                                         |
| 12 października | Boże skrawki              | /      | Jurek Bogajewicz     | Haley Joel Osment, Willem Dafoe, Liam Hess, Richard Banel, Olga Frycz, Olaf Lubaszenko                                                     |
| 12 października | Requiem                   | Polska | Witold Leszczyński   | Franciszek Pieczka, Kamila Sammler, Mariusz Gołaj, Paweł Krucz, Anna Milewska                                                              |
| 12 października | Tryumf pana Kleksa        | /      | Krzysztof Gradowski  | Piotr Fronczewski, Zbigniew Buczkowski, Jarosław Jakimowicz, Alicja Gradowska                                                              |
| 19 października | Stacja                    | Polska | Piotr Wereśniak      | Bogusław Linda, Bartosz Obuchowicz, Zbigniew Zamachowski, Piotr Gąsowski                                                                   |
| 26 października | Cisza                     | Polska | Michał Rosa          | Kinga Preis, Bartosz Opania, Irena Burawska, Grażyna Walasek, Magdalena Kuta                                                               |
| 2 listopada     | Angelus                   | Polska | Lech J. Majewski     | Jan Siodlaczek, Paweł Steinert, Daniel Skowronek, Grzegorz Stasiak                                                                         |
| 9 listopada     | Portret podwójny          | Polska | Mariusz Front        | Maciej Adamczyk, Elżbieta Piekacz, Adam Baumann, Adam Bosko, Irena Front                                                                   |
| 9 listopada     | Wiedźmin                  | Polska | Marek Brodzki        | Michał Żebrowski, Anna Dymna, Grażyna Wolszczak, Maciej Kozłowski, Zbigniew Zamachowski                                                    |
| 30 listopada    | Kameleon                  | Polska | Janusz Kijowski      | Piotr Machalica, Ewa Błaszczyk, Dorota Kwiatkowska-Rae, Henryk Talar                                                                       |
| 7 grudnia       | Gulczas, a jak myślisz... | Polska | Jerzy Gruza          | Janusz Rewiński, Klaudiusz Ševković, Piotr Gulczyński, Janusz Dzięcioł                                                                     |
| 14 grudnia      | Gunblast Vodka            | /      | Jean-Louis Daniel    | Götz Otto, Angie Everhart, Jürgen Prochnow, Mariusz Pujszo, Anja Kruse                                                                     |

### Premiery zagraniczne

#### styczeń
| Data        | Tytuł filmu             | Kraj              | Reżyseria          | Obsada                                                                                 |
| ----------- | ----------------------- | ----------------- | ------------------ | -------------------------------------------------------------------------------------- |
| 5 stycznia  | Czerwona Planeta        | /                 | Antony Hoffman     | Val Kilmer, Carrie-Anne Moss, Tom Sizemore, Benjamin Bratt, Simon Baker, Terence Stamp |
| 5 stycznia  | Gdzie serce twoje       | Stany Zjednoczone | Matt Williams      | Natalie Portman, Ashley Judd, Stockard Channing, Joan Cusack, James Frain              |
| 5 stycznia  | Mordercze lato          | Stany Zjednoczone | Spike Lee          | John Leguizamo, Adrien Brody, Mira Sorvino, Jennifer Esposito, Michael Rispoli         |
| 5 stycznia  | Tylko razem             | /                 | Lukas Moodysson    | Lisa Lindgren, Mikael Nyqvist, Emma Samuelsson, Sam Kessel                             |
| 12 stycznia | 6-ty dzień              | Stany Zjednoczone | Roger Spottiswoode | Arnold Schwarzenegger, Robert Duvall, Michael Rapaport, Tony Goldwyn, Michael Rooker   |
| 12 stycznia | Gra o miłość            | Stany Zjednoczone | Don Roos           | Ben Affleck, Gwyneth Paltrow, Natasha Henstridge, Edward Edwards, Jennifer Grey        |
| 19 stycznia | 102 dalmatyńczyki       | /                 | Kevin Lima         | Glenn Close, Gérard Depardieu, Ioan Gruffudd, Alice Evans, Tim McInnerny               |
| 19 stycznia | Cast Away: Poza światem | Stany Zjednoczone | Robert Zemeckis    | Tom Hanks, Helen Hunt, Paul Sanchez, Lari White, Leonid Citer                          |
| 19 stycznia | Wspaniała Susann        | /                 | Andrew Bergman     | Bette Midler, Nathan Lane, Stockard Channing, David Hyde Pierce, John Cleese           |
| 26 stycznia | 7 dni życia             | /                 | Sebastian Niemann  | Nick Brimble, Amanda Plummer, Sean Pertwee, Gina Bellman, Sean Chapman                 |
| 26 stycznia | Granice wytrzymałości   | /                 | Martin Campbell    | Chris O’Donnell, Bill Paxton, Scott Glenn, Robin Tunney, Stuart Wilson                 |
| 26 stycznia | Ślepy tor               | Stany Zjednoczone | James Gray         | Mark Wahlberg, Joaquin Phoenix, Charlize Theron, James Caan, Ellen Burstyn             |

#### luty
| Data      | Tytuł filmu                 | Kraj              | Reżyseria                       | Obsada                                                                                      |
| --------- | --------------------------- | ----------------- | ------------------------------- | ------------------------------------------------------------------------------------------- |
| 2 lutego  | Markiz de Sade              | Francja           | Benoît Jacquot                  | Daniel Auteuil, Marianne Denicourt, Jeanne Balibar, Grégoire Colin, Isild Le Besco          |
| 2 lutego  | Stracone dusze              | Stany Zjednoczone | Janusz Kamiński                 | Winona Ryder, Ben Chaplin, Sarah Wynter, Philip Baker Hall, John Hurt, Elias Koteas         |
| 2 lutego  | Zakręcony                   | /                 | Harold Ramis                    | Brendan Fraser, Elizabeth Hurley, Frances O’Connor, Miriam Shor, Orlando Jones              |
| 9 lutego  | Billy Elliot                | /                 | Stephen Daldry                  | Jamie Bell, Jean Heywood, Jamie Draven, Gary Lewis, Stuart Wells, Julie Walters             |
| 9 lutego  | Kruk 3: Zbawienie           | /                 | Bharat Nalluri                  | Kirsten Dunst, Eric Mabius, Fred Ward, Jodi Lyn O’Keefe, William Atherton                   |
| 9 lutego  | Niezniszczalny              | Stany Zjednoczone | M. Night Shyamalan              | Bruce Willis, Samuel L. Jackson, Robin Wright Penn, Spencer Treat Clark                     |
| 9 lutego  | Pokémon: Film pierwszy      | /                 | Michael Haigney Kunihiko Yuyama | Dubbing: Veronica Taylor, Philip Bartlett, Rachael Lillis, Eric Stuart, Madeleine Blaustein |
| 9 lutego  | Tam, gdzie ty               | Stany Zjednoczone | Kris Isacsson                   | Freddie Prinze Jr., Julia Stiles, Selma Blair, Shawn Hatosy, Zak Orth, Ashton Kutcher       |
| 16 lutego | Aimee i Jaguar              | Niemcy            | Max Färberböck                  | Maria Schrader, Juliane Köhler, Johanna Wokalek, Heike Makatsch, Elisabeth Degen            |
| 16 lutego | Czego pragną kobiety        | Stany Zjednoczone | Nancy Meyers                    | Mel Gibson, Helen Hunt, Marisa Tomei, Alan Alda, Ashley Johnson                             |
| 16 lutego | Spragnieni miłości          | /                 | Wong Kar-Wai                    | Maggie Cheung, Tony Leung Chiu Wai, Ping Lam Siu, Tung Cho Cheung, Rebecca Pan              |
| 16 lutego | Święty dym                  | /                 | Jane Campion                    | Kate Winslet, Harvey Keitel, Julie Hamilton, Sophie Lee, Dan Wyllie                         |
| 16 lutego | Zatrute pióro               | /                 | Philip Kaufman                  | Geoffrey Rush, Kate Winslet, Joaquin Phoenix, Michael Caine, Billie Whitelaw                |
| 23 lutego | Cudowni chłopcy             | /                 | Curtis Hanson                   | Michael Douglas, Tobey Maguire, Frances McDormand, Robert Downey Jr., Katie Holmes          |
| 23 lutego | Księga cieni: Blair Witch 2 | Stany Zjednoczone | Joe Berlinger                   | Kim Director, Jeffrey Donovan, Erica Leerhsen, Tristine Skyler, Stephen Barker Turner       |
| 23 lutego | Powrót idioty               | /                 | Saša Gedeon                     | Pavel Liška, Anna Geislerová, Tatiana Vilhelmová, Jiří Langmajer, Jiří Macháček             |

#### marzec
| Data     | Tytuł filmu                      | Kraj              | Reżyseria          | Obsada                                                                                     |
| -------- | -------------------------------- | ----------------- | ------------------ | ------------------------------------------------------------------------------------------ |
| 2 marca  | Dowód życia                      | Stany Zjednoczone | Taylor Hackford    | Meg Ryan, Russell Crowe, David Morse, Pamela Reed, David Caruso                            |
| 2 marca  | Miłość w Nowym Jorku             | Stany Zjednoczone | Joan Chen          | Richard Gere, Winona Ryder, Anthony LaPaglia, Elaine Stritch, Vera Farmiga                 |
| 2 marca  | Molokai – historia ojca Damiana  | /                 | Paul Cox           | David Wenham, Sam Neill, Peter O’Toole, Kris Kristofferson                                 |
| 2 marca  | Wampirek                         | /                 | Uli Edel           | Jonathan Lipnicki, Richard E. Grant, Jim Carter, Alice Krige, Pamela Gidley                |
| 2 marca  | Wiarołomni                       | /                 | Liv Ullmann        | Lena Endre, Erland Josephson, Krister Henriksson, Thomas Hanzon, Michelle Gylemo           |
| 9 marca  | Harry, twój najlepszy przyjaciel | Francja           | Dominik Moll       | Laurent Lucas, Sergi López, Mathilde Seigner, Sophie Guillemin, Liliane Rovère             |
| 9 marca  | Przyczajony tygrys, ukryty smok  | /                 | Ang Lee            | Chow Yun-fat, Michelle Yeoh, Zhang Ziyi, Chang Chen, Sihung Lung                           |
| 16 marca | Obserwator                       | Stany Zjednoczone | Joe Charbanic      | James Spader, Marisa Tomei, Keanu Reeves, Ernie Hudson, Chris Ellis                        |
| 16 marca | Requiem dla snu                  | Stany Zjednoczone | Darren Aronofsky   | Ellen Burstyn, Jared Leto, Jennifer Connelly, Marlon Wayans, Christopher McDonald          |
| 16 marca | Titanic                          | Stany Zjednoczone | Camile Teti        | ----                                                                                       |
| 23 marca | Dracula 2000                     | Stany Zjednoczone | Patrick Lussier    | Gerard Butler, Christopher Plummer, Jonny Lee Miller, Justine Waddell, Colleen Fitzpatrick |
| 23 marca | Szukając siebie                  | Stany Zjednoczone | Gus Van Sant       | Sean Connery, Rob Brown, F. Murray Abraham, Anna Paquin, Busta Rhymes                      |
| 30 marca | Malena                           | /                 | Giuseppe Tornatore | Monica Bellucci, Giuseppe Sulfaro, Luciano Federico, Matilde Piana, Pietro Notarianni      |
| 30 marca | Podejrzany                       | /                 | Stephen Hopkins    | Gene Hackman, Morgan Freeman, Thomas Jane, Monica Bellucci, Nydia Caro                     |
| 30 marca | Tytani                           | Stany Zjednoczone | Boaz Yakin         | Denzel Washington, Will Patton, Wood Harris, Ryan Hurst, Donald Faison                     |

#### kwiecień
| Data        | Tytuł filmu              | Kraj              | Reżyseria           | Obsada                                                                                    |
| ----------- | ------------------------ | ----------------- | ------------------- | ----------------------------------------------------------------------------------------- |
| 6 kwietnia  | Bracie, gdzie jesteś?    | /                 | Joel Coen           | George Clooney, John Turturro, Tim Blake Nelson, John Goodman, Holly Hunter               |
| 6 kwietnia  | Dziewczyny i chłopaki    | Stany Zjednoczone | Robert Iscove       | Freddie Prinze Jr., Jason Biggs, Claire Forlani, Alyson Hannigan, Amanda Detmer           |
| 6 kwietnia  | Podaj dalej              | Stany Zjednoczone | Mimi Leder          | Kevin Spacey, Helen Hunt, Haley Joel Osment, Jay Mohr, James Caviezel                     |
| 6 kwietnia  | Podróż Felicji           | /                 | Atom Egoyan         | Bob Hoskins, Arsinée Khanjian, Elaine Cassidy, Sheila Reid, Nizwar Karanj                 |
| 6 kwietnia  | Stary, gdzie moja bryka? | Stany Zjednoczone | Danny Leiner        | Ashton Kutcher, Seann William Scott, Jennifer Garner, Marla Sokoloff, Kristy Swanson      |
| 6 kwietnia  | Uniesie nas wiatr        | /                 | Abbas Kiarostami    | Behzad Dorani, Noghre Asadi, Roushan Karam Elmi, Bahman Ghobadi, Shahpour Ghobadi         |
| 13 kwietnia | Nowe szaty króla         | Stany Zjednoczone | Mark Dindal         | Dubbing: David Spade, John Goodman, Eartha Kitt, Patrick Warburton, Wendie Malick         |
| 13 kwietnia | U progu sławy            | Stany Zjednoczone | Cameron Crowe       | Billy Crudup, Frances McDormand, Kate Hudson, Jason Lee, Patrick Fugit                    |
| 20 kwietnia | Dr T. i kobiety          | /                 | Robert Altman       | Richard Gere, Helen Hunt, Farrah Fawcett, Laura Dern, Shelley Long, Tara Reid             |
| 20 kwietnia | Hamlet                   | Stany Zjednoczone | Michael Almereyda   | Ethan Hawke, Kyle MacLachlan, Diane Venora, Sam Shepard, Bill Murray                      |
| 20 kwietnia | Hollywood atakuje        | /                 | David Mamet         | Philip Seymour Hoffman, Alec Baldwin, Sarah Jessica Parker, William H. Macy, Julia Stiles |
| 20 kwietnia | Samotni                  | /                 | David Ondříček      | Jitka Schneiderová, Saša Rašilov, Labina Mitewska, Ivan Trojan, Jiří Macháček             |
| 20 kwietnia | Trzynaście dni           | Stany Zjednoczone | Roger Donaldson     | Kevin Costner, Bruce Greenwood, Steven Culp, Dylan Baker, Bill Smitrovich                 |
| 20 kwietnia | Wróg u bram              | /                 | Jean-Jacques Annaud | Jude Law, Ed Harris, Rachel Weisz, Joseph Fiennes, Bob Hoskins, Ron Perlman               |
| 27 kwietnia | Marlena                  | /                 | Joseph Vilsmaier    | Katja Flint, Herbert Knaup, Heino Ferch, Hans Werner Meyer, Christiane Paul               |
| 27 kwietnia | Miss Agent               | /                 | Donald Petrie       | Sandra Bullock, Michael Caine, Benjamin Bratt, Candice Bergen, William Shatner            |
| 27 kwietnia | Ryzyko                   | Stany Zjednoczone | Ben Younger         | Ben Affleck, Giovanni Ribisi, Vin Diesel, Nia Long, Nicky Katt, Scott Caan                |

#### maj
| Data    | Tytuł filmu                             | Kraj              | Reżyseria             | Obsada                                                                                     |
| ------- | --------------------------------------- | ----------------- | --------------------- | ------------------------------------------------------------------------------------------ |
| 4 maja  | Siła i honor                            | Stany Zjednoczone | George Tillman Jr.    | Robert De Niro, Cuba Gooding Jr., Charlize Theron, Aunjanue Ellis, Hal Holbrook            |
| 11 maja | Córka kapitana                          | /                 | Aleksandr Proszkin    | Władimir Maszkow, Karolina Gruszka, Mateusz Damięcki, Siergiej Makowiecki, Jurij Bieliajew |
| 11 maja | I raz, i dwa                            | /                 | Edward Yang           | Wu Nien-jen, Elaine Jin, Issei Ogata, Kelly Lee, Jonathan Chang                            |
| 11 maja | Julien Donkey-Boy                       | Stany Zjednoczone | Harmony Korine        | Ewen Bremner, Brian Fisk, Chloë Sevigny, Werner Herzog, Joyce Korine                       |
| 11 maja | Mexican                                 | Stany Zjednoczone | Gore Verbinski        | Brad Pitt, Julia Roberts, James Gandolfini, J.K. Simmons, Bob Balaban                      |
| 11 maja | Rocky i Łoś Superktoś                   | /                 | Des McAnuff           | Rene Russo, Jason Alexander, Piper Perabo, Randy Quaid, Robert De Niro                     |
| 11 maja | Traffic                                 | /                 | Steven Soderbergh     | Michael Douglas, Catherine Zeta-Jones, Benicio del Toro, Dennis Quaid, Don Cheadle         |
| 18 maja | Następny piątek                         | Stany Zjednoczone | Steve Carr            | Ice Cube, Mike Epps, Justin Pierce, John Witherspoon, Jacob Vargas                         |
| 18 maja | Pollock                                 | Stany Zjednoczone | Ed Harris             | Ed Harris, Marcia Gay Harden, Tom Bower, Jennifer Connelly, Bud Cort                       |
| 18 maja | Próba sił                               | /                 | Chuck Russell         | Kim Basinger, Christina Ricci, Jimmy Smits, Ian Holm, Rufus Sewell                         |
| 25 maja | Aberdeen                                | /                 | Hans Petter Moland    | Stellan Skarsgård, Jean Anderson, Lena Headey, Charlotte Rampling, Louise Goodall          |
| 25 maja | Desperaci                               | Stany Zjednoczone | Christopher McQuarrie | Ryan Phillippe, Benicio del Toro, Juliette Lewis, Taye Diggs, Nicky Katt                   |
| 25 maja | Królewna Śnieżka i siedmiu krasnoludków | Stany Zjednoczone | David Hand            | Dubbing: Roy Atwell, Stuart Buchanan, Adriana Caselotti, Eddie Collins, Pinto Colvig       |
| 25 maja | Mroczna dzielnica                       | /                 | Andrzej Bartkowiak    | Steven Seagal, DMX, Isaiah Washington, Anthony Anderson, Michael Jai White                 |
| 25 maja | Suzhou                                  | /                 | Lou Ye                | Zhou Xun, Jia Hongshen, Hua Zhongkai, Yao Anlian, Nai An                                   |
| 25 maja | Ukryta prawda                           | /                 | Rod Lurie             | Gary Oldman, Joan Allen, Jeff Bridges, Christian Slater, Sam Elliott                       |
| 25 maja | W rytmie hip-hopu                       | Stany Zjednoczone | Thomas Carter         | Julia Stiles, Sean Patrick Thomas, Kerry Washington, Fredro Starr, Terry Kinney            |

#### czerwiec
| Data       | Tytuł filmu                    | Kraj              | Reżyseria                       | Obsada                                                                                  |
| ---------- | ------------------------------ | ----------------- | ------------------------------- | --------------------------------------------------------------------------------------- |
| 1 czerwca  | Dziewczyny z drużyny           | Stany Zjednoczone | Peyton Reed                     | Kirsten Dunst, Eliza Dushku, Jesse Bradford, Gabrielle Union, Clare Kramer              |
| 1 czerwca  | Fucking Amal                   | /                 | Lukas Moodysson                 | Alexandra Dahlström, Rebecka Liljeberg, Erica Carlson, Mathias Rust, Stefan Hörberg     |
| 1 czerwca  | Nazywał się Bagger Vance       | Stany Zjednoczone | Robert Redford                  | Will Smith, Matt Damon, Charlize Theron, Bruce McGill, Joel Gretsch                     |
| 1 czerwca  | Pokémon 2: Uwierz w swoją siłę | /                 | Michael Haigney Kunihiko Yuyama | Dubbing: Veronica Taylor, Rachael Lillis, Madeleine Blaustein, Eric Stuart, Ikue Ootani |
| 8 czerwca  | Czekolada                      | /                 | Lasse Hallstrom                 | Juliette Binoche, Judi Dench, Alfred Molina, Lena Olin, Johnny Depp                     |
| 8 czerwca  | Dziennik Bridget Jones         | /                 | Sharon Maguire                  | Renée Zellweger, Hugh Grant, Colin Firth, Sally Phillips, James Callis                  |
| 8 czerwca  | Złota                          | /                 | James Ivory                     | Kate Beckinsale, James Fox, Anjelica Huston, Nick Nolte, Jeremy Northam, Uma Thurman    |
| 15 czerwca | konspiracja.com                | Stany Zjednoczone | Peter Howitt                    | Ryan Phillippe, Rachael Leigh Cook, Claire Forlani, Tim Robbins, Douglas McFerran       |
| 15 czerwca | Przejażdżka z diabłem          | Stany Zjednoczone | Ang Lee                         | Tobey Maguire, Skeet Ulrich, James Caviezel, Jeffrey Wright, Mark Ruffalo               |
| 22 czerwca | Dive Bar Blues                 | /                 | Christopher Doyle               | Tadanobu Asano, Georgina Hobson, Christa Hughes, Kevin Sherlock, Mavis Xu               |
| 22 czerwca | Gorzka czekolada               | /                 | Claude Chabrol                  | Isabelle Huppert, Jacques Dutronc, Anna Mouglalis, Rodolphe Pauly, Brigitte Catillon    |
| 22 czerwca | Mambomania                     | /                 | John Forte                      | William Ash, Maclean Stewart, Tim Loane, Russell Smith, Joe Rea                         |
| 22 czerwca | Mumia powraca                  | Stany Zjednoczone | Stephen Sommers                 | Brendan Fraser, Rachel Weisz, John Hannah, Arnold Vosloo, Oded Fehr                     |
| 22 czerwca | Sexy Beast                     | /                 | Jonathan Glazer                 | Ray Winstone, Ben Kingsley, Ian McShane, Amanda Redman, James Fox                       |
| 22 czerwca | Sztuka rozstania               | Stany Zjednoczone | Tommy O’Haver                   | Kirsten Dunst, Ben Foster, Melissa Sagemiller, Sisqó, Shane West                        |

#### lipiec
| Data     | Tytuł filmu             | Kraj              | Reżyseria                   | Obsada                                                                         |
| -------- | ----------------------- | ----------------- | --------------------------- | ------------------------------------------------------------------------------ |
| 6 lipca  | Pearl Harbor            | Stany Zjednoczone | Michael Bay                 | Ben Affleck, Josh Hartnett, Kate Beckinsale, Cuba Gooding Jr., Jon Voight      |
| 13 lipca | 15 minut                | /                 | John Herzfeld               | Robert De Niro, Edward Burns, Kelsey Grammer, Avery Brooks, Karel Roden        |
| 13 lipca | Goście w Ameryce        | /                 | Jean-Marie Poiré            | Jean Reno, Christina Applegate, Christian Clavier, Matt Ross, Tara Reid        |
| 13 lipca | O czym marzą faceci     | Stany Zjednoczone | Harald Zwart                | Liv Tyler, Matt Dillon, John Goodman, Paul Reiser, Michael Douglas             |
| 13 lipca | Pytanie do Boga         | /                 | Jonas McCord                | Antonio Banderas, Olivia Williams, John Shrapnel, Derek Jacobi, Jason Flemyng  |
| 13 lipca | Shrek                   | Stany Zjednoczone | Andrew Adamson Vicky Jenson | Dubbing: Mike Myers, Eddie Murphy, Cameron Diaz, John Lithgow, Vincent Cassel  |
| 16 lipca | Kod nieznany            | /                 | Michael Haneke              | Juliette Binoche, Thierry Neuvic, Josef Bierbichler, Alexandre Hamidi          |
| 20 lipca | Ewolucja                | Stany Zjednoczone | Ivan Reitman                | David Duchovny, Julianne Moore, Orlando Jones, Seann William Scott, Ted Levine |
| 20 lipca | Mały Nicky              | Stany Zjednoczone | Steven Brill                | Adam Sandler, Patricia Arquette, Harvey Keitel, Rhys Ifans, Tommy Lister Jr.   |
| 20 lipca | W sieci pająka          | /                 | Lee Tamahori                | Morgan Freeman, Monica Potter, Michael Wincott, Dylan Baker, Mika Boorem       |
| 20 lipca | Świerszczyk Szczęściarz | Brazylia          | Walbercy Ribas              | Sam Riegel, Bob Papenbrook, Cindy Robinson, Peter Doyle, Robert Buchholz       |
| 27 lipca | Hannibal                | /                 | Ridley Scott                | Anthony Hopkins, Julianne Moore, Gary Oldman, Ray Liotta, Frankie Faison       |
| 27 lipca | Josie i kociaki         | /                 | Harry Elfont Deborah Kaplan | Rachael Leigh Cook, Tara Reid, Rosario Dawson, Alan Cumming, Parker Posey      |
| 27 lipca | Król żyje               | /                 | Kristian Levring            | Miles Anderson, Romane Bohringer, David Bradley, David Calder, Bruce Davison   |

#### sierpień
| Data        | Tytuł filmu              | Kraj              | Reżyseria                                      | Obsada                                                                                   |
| ----------- | ------------------------ | ----------------- | ---------------------------------------------- | ---------------------------------------------------------------------------------------- |
| 3 sierpnia  | 2001: Odyseja komiczna   | /                 | Allan A. Goldstein                             | Leslie Nielsen, Ophélie Winter, Ezio Greggio, Peter Egan, Alexandra Kamp-Groeneveld      |
| 3 sierpnia  | Dr Dolittle 2            | Stany Zjednoczone | Steve Carr                                     | Eddie Murphy, Kristen Wilson, Raven-Symoné, Kyla Pratt, Lil’ Zane                        |
| 3 sierpnia  | Kapitan Corelli          | /                 | John Madden                                    | Nicolas Cage, Penélope Cruz, John Hurt, Christian Bale, Irene Papas                      |
| 3 sierpnia  | Stracone zachody miłości | /                 | Kenneth Branagh                                | Kenneth Branagh, Nathan Lane, Adrian Lester, Matthew Lillard, Natascha McElhone          |
| 10 sierpnia | Idealny mąż              | /                 | Oliver Parker                                  | Cate Blanchett, Minnie Driver, Rupert Everett, Julianne Moore, Jeremy Northam            |
| 10 sierpnia | Lara Croft: Tomb Raider  | /                 | Simon West                                     | Angelina Jolie, Jon Voight, Iain Glen, Noah Taylor, Daniel Craig                         |
| 10 sierpnia | Powrót Godzilli          | Japonia           | Takao Okawara                                  | Takehiro Murata, Hiroshi Abe, Naomi Nishida, Mayu Suzuki, Shirô Sano                     |
| 10 sierpnia | Święci z Bostonu         | /                 | Troy Duffy                                     | Willem Dafoe, Sean Patrick Flanery, Norman Reedus, David Della Rocco, Billy Connolly     |
| 10 sierpnia | Vengo                    | /                 | Tony Gatlif                                    | Antonio Canales, Orestes Villasan Rodriguez, Antonio Dechent, Juan Luis Corrientes       |
| 17 sierpnia | Esther Kahn              | /                 | Arnaud Desplechin                              | Summer Phoenix, Ian Holm, Fabrice Desplechin, Akbar Kurtha, Frances Barber               |
| 17 sierpnia | Powiedz tak              | /                 | Adam Shankman                                  | Jennifer Lopez, Matthew McConaughey, Bridgette Wilson, Justin Chambers, Judy Greer       |
| 17 sierpnia | Stygmaty                 | Stany Zjednoczone | Rupert Wainwright                              | Patricia Arquette, Gabriel Byrne, Jonathan Pryce, Nia Long, Thomas Kopache               |
| 17 sierpnia | Wakacje. Żegnaj szkoło   | Stany Zjednoczone | Chuck Sheetz                                   | Dubbing: Rickey D’Shon Collins, Jason Davis, Ashley Johnson, Andrew Lawrence             |
| 24 sierpnia | Braterstwo wilków        | Francja           | Christophe Gans                                | Samuel Le Bihan, Vincent Cassel, Émilie Dequenne, Monica Bellucci, Jérémie Renier        |
| 31 sierpnia | Dotyk przeznaczenia      | Stany Zjednoczone | Sam Raimi                                      | Cate Blanchett, Giovanni Ribisi, Keanu Reeves, Katie Holmes, Greg Kinnear                |
| 31 sierpnia | Park Jurajski III        | Stany Zjednoczone | Joe Johnston                                   | Sam Neill, William H. Macy, Téa Leoni, Alessandro Nivola, Trevor Morgan                  |
| 31 sierpnia | Ratunku, jestem rybką!   | /                 | Stefan Fjeldmark Michael Hegner Greg Manwaring | Dubbing: Nis Bank-Mikkelsen, Søren Sætter-Lassen, Morten Kerrn Nielsen, Sebastian Jessen |

#### wrzesień
| Data        | Tytuł filmu           | Kraj              | Reżyseria                          | Obsada                                                                                      |
| ----------- | --------------------- | ----------------- | ---------------------------------- | ------------------------------------------------------------------------------------------- |
| 7 września  | Cybernetyczny świat   | Stany Zjednoczone | Colin Davies Elaine Despins        | Dubbing: Jenna Elfman, Matt Frewer, Robert Smith, Dave Foley                                |
| 7 września  | Obłędny rycerz        | Stany Zjednoczone | Brian Helgeland                    | Heath Ledger, Rufus Sewell, Shannyn Sossamon, Paul Bettany, Laura Fraser                    |
| 7 września  | Taxi 2                | Francja           | Gerard Krawczyk                    | Samy Naceri, Frédéric Diefenthal, Marion Cotillard, Emma Wiklund, Bernard Farcy             |
| 14 września | Czas pijanych koni    |                   | Bahman Ghobadi                     | Ayoub Ahmadi, Rojin Younessi, Amaneh Ekhtiar-dini, Madi Ekhtiar-dini, Kolsolum Ekhtiar-dini |
| 14 września | Przyzwoity przestępca | /                 | Thaddeus O’Sullivan                | Kevin Spacey, Linda Fiorentino, Peter Mullan, Stephen Dillane, Helen Baxendale              |
| 21 września | Bunkier               | Wielka Brytania   | Nick Hamm                          | Thora Birch, Desmond Harrington, Daniel Brocklebank, Laurence Fox, Keira Knightley          |
| 21 września | Drobne cwaniaczki     | Stany Zjednoczone | Woody Allen                        | Woody Allen, Tracey Ullman, Jon Lovitz, Hugh Grant, Michael Rapaport                        |
| 21 września | Szybcy i wściekli     | /                 | Rob Cohen                          | Paul Walker, Vin Diesel, Michelle Rodriguez, Jordana Brewster, Rick Yune                    |
| 28 września | Brother               | /                 | Takeshi Kitano                     | Takeshi Kitano, Omar Epps, Kurôdo Maki, Masaya Katô, Susumu Terajima                        |
| 28 września | Final Fantasy         | /                 | Hironobu Sakaguchi Moto Sakakibara | Dubbing: Ming-Na Wen, Alec Baldwin, Ving Rhames, Steve Buscemi, Peri Gilpin                 |
| 28 września | Sekret                | Stany Zjednoczone | Adam Brooks                        | Cameron Diaz, Jordana Brewster, Christopher Eccleston, Blythe Danner, Camilla Belle         |

#### październik
| Data            | Tytuł filmu                | Kraj              | Reżyseria                   | Obsada                                                                                |
| --------------- | -------------------------- | ----------------- | --------------------------- | ------------------------------------------------------------------------------------- |
| 5 października  | American Pie 2             | Stany Zjednoczone | J.B. Rogers                 | Jason Biggs, Shannon Elizabeth, Alyson Hannigan, Chris Klein, Thomas Ian Nicholas     |
| 5 października  | Miłość dla każdego         | /                 | Laura Mañá                  | Elisabeth Margoni, Álex Angulo, Pilar Bardem, Juan Carlos Colombo, Mariola Fuentes    |
| 5 października  | Moulin Rouge!              | /                 | Baz Luhrmann                | Nicole Kidman, Ewan McGregor, John Leguizamo, Jim Broadbent, Richard Roxburgh         |
| 12 października | A.I. Sztuczna inteligencja | Stany Zjednoczone | Steven Spielberg            | Haley Joel Osment, Frances O’Connor, Sam Robards, Jake Thomas, Jude Law               |
| 12 października | Schyłek lata               | /                 | Trần Anh Hùng               | Trần Nữ Yên Khê, Nguyễn Như Quỳnh, Lê Khanh, Ngô Quang Hải, Chu Hưng                  |
| 19 października | Amelia                     | /                 | Jean-Pierre Jeunet          | Audrey Tautou, Mathieu Kassovitz, Rufus, Lorella Cravotta, Serge Merlin               |
| 19 października | Amores perros              | Meksyk            | Alejandro González Iñárritu | Emilio Echevarría, Gael García Bernal, Goya Toledo, Álvaro Guerrero, Vanessa Bauche   |
| 19 października | Blow                       | Stany Zjednoczone | Ted Demme                   | Johnny Depp, Penélope Cruz, Franka Potente, Rachel Griffiths, Paul Reubens            |
| 19 października | Intymność                  | /                 | Patrice Chéreau             | Mark Rylance, Kerry Fox, Susannah Harker, Alastair Galbraith, Philippe Calvario       |
| 19 października | Kropla słońca              | /                 | István Szabó                | Ralph Fiennes, Rosemary Harris, Rachel Weisz, Jennifer Ehle, Deborah Kara Unger       |
| 19 października | Piękna i szalona           | Stany Zjednoczone | John Stockwell              | Kirsten Dunst, Jay Hernández, Bruce Davison, Herman Osorio, Miguel Castro             |
| 26 października | 101 Reykjavik              | /                 | Baltasar Kormákur           | Victoria Abril, Hilmir Snær Guðnason, Hanna María Karlsdóttir, Þrúður Vilhjálmsdóttir |
| 26 października | Mali agenci                | Stany Zjednoczone | Robert Rodriguez            | Antonio Banderas, Carla Gugino, Alexa Vega, Daryl Sabara, Alan Cumming                |
| 26 października | Pianistka                  | /                 | Michael Haneke              | Isabelle Huppert, Annie Girardot, Benoît Magimel, Susanne Lothar, Udo Samel           |
| 26 października | Planeta Małp               | Stany Zjednoczone | Tim Burton                  | Mark Wahlberg, Tim Roth, Helena Bonham Carter, Michael Clarke Duncan, Paul Giamatti   |

#### listopad
| Data         | Tytuł filmu                    | Kraj              | Reżyseria                | Obsada                                                                                 |
| ------------ | ------------------------------ | ----------------- | ------------------------ | -------------------------------------------------------------------------------------- |
| 2 listopada  | Psy i koty                     | /                 | Lawrence Guterman        | Jeff Goldblum, Elizabeth Perkins, Alexander Pollock, Miriam Margolyes, Myron Natwick   |
| 2 listopada  | Rozgrywka                      | /                 | Frank Oz                 | Robert De Niro, Edward Norton, Marlon Brando, Angela Bassett, Gary Farmer              |
| 2 listopada  | Skrzydła odwagi                | /                 | Jean-Jacques Annaud      | Craig Sheffer, Elizabeth McGovern, Tom Hulce, Val Kilmer, Ken Pogue                    |
| 2 listopada  | Zbuntowana                     | Stany Zjednoczone | Karyn Kusama             | Michelle Rodriguez, Jaime Tirelli, Paul Calderon, Santiago Douglas, Ray Santiago       |
| 9 listopada  | Obietnica                      | Stany Zjednoczone | Sean Penn                | Jack Nicholson, Robin Wright Penn, Benicio del Toro, Patricia Clarkson, Aaron Eckhart  |
| 9 listopada  | Straszny film 2                | /                 | Keenen Ivory Wayans      | Anna Faris, Marlon Wayans, Christopher Masterson, Shawn Wayans, James DeBello          |
| 9 listopada  | Szkoła dziewic                 | /                 | Patricia Mazuy           | Isabelle Huppert, Jean-Pierre Kalfon, Simon Reggiani, Jean-François Balmer, Anne Marev |
| 16 listopada | Człowiek, który płakał         | /                 | Sally Potter             | Christina Ricci, Johnny Depp, Cate Blanchett, Harry Dean Stanton, John Turturro        |
| 16 listopada | Memento                        | Stany Zjednoczone | Christopher Nolan        | Guy Pearce, Carrie-Anne Moss, Joe Pantoliano, Mark Boone Junior, Russ Fega             |
| 16 listopada | Oczy anioła                    | Stany Zjednoczone | Luis Mandoki             | Jennifer Lopez, James Caviezel, Jeremy Sisto, Terrence Howard, Sonia Braga             |
| 16 listopada | Ulubieńcy Ameryki              | Stany Zjednoczone | Joe Roth                 | Julia Roberts, Billy Crystal, Catherine Zeta-Jones, John Cusack, Hank Azaria           |
| 16 listopada | Włoski dla początkujących      | /                 | Lone Scherfig            | Anders W. Berthelsen, Anette Støvelbæk, Ann Eleonora Jørgensen, Peter Gantzler         |
| 23 listopada | Atlantyda: Zaginiony ląd       | Stany Zjednoczone | Gary Trousdale Kirk Wise | Dubbing: Michael J. Fox, Corey Burton, Claudia Christian, James Garner                 |
| 23 listopada | Bandyci                        | Stany Zjednoczone | Les Mayfield             | Colin Farrell, Scott Caan, Ali Larter, Gabriel Macht, Gregory Smith                    |
| 23 listopada | Dziewięć żywotów Tomasza Katza | /                 | Ben Hopkins              | Tom Fisher, Ian McNeice, Tony Maudsley, William Keen, Andrew Melville                  |
| 23 listopada | Grzeszna miłość                | /                 | Michael Cristofer        | Antonio Banderas, Angelina Jolie, Thomas Jane, Jack Thompson, Gregory Itzin            |
| 23 listopada | Zwierzak                       | Stany Zjednoczone | Luke Greenfield          | Rob Schneider, Colleen Haskell, John C. McGinley, Edward Asner, Michael Caton          |
| 30 listopada | Kod dostępu                    | /                 | Dominic Sena             | John Travolta, Hugh Jackman, Halle Berry, Don Cheadle, Sam Shepard                     |
| 30 listopada | O-Otello                       | Stany Zjednoczone | Tim Blake Nelson         | Mekhi Phifer, Josh Hartnett, Andrew Keegan, Julia Stiles, Rain Phoenix                 |
| 30 listopada | Przekleństwa niewinności       | Stany Zjednoczone | Sofia Coppola            | James Woods, Kathleen Turner, Kirsten Dunst, Josh Hartnett, Michael Paré               |
| 30 listopada | Wyścig szczurów                | /                 | Jerry Zucker             | John Cleese, Whoopi Goldberg, Cuba Gooding Jr., Rowan Atkinson, Breckin Meyer          |

#### grudzień
| Data       | Tytuł filmu                | Kraj              | Reżyseria        | Obsada                                                                              |
| ---------- | -------------------------- | ----------------- | ---------------- | ----------------------------------------------------------------------------------- |
| 7 grudnia  | Cień wampira               | /                 | E. Elias Merhige | John Malkovich, Willem Dafoe, Udo Kier, Cary Elwes, Catherine McCormack             |
| 7 grudnia  | Nikomu ani słowa           | /                 | Gary Fleder      | Michael Douglas, Sean Bean, Brittany Murphy, Skye McCole Bartusiak                  |
| 7 grudnia  | Pieśni z drugiego piętra   | Szwecja           | Roy Andersson    | Lars Nordh, Stefan Larsson, Bengt C.W. Carlsson, Torbjörn Fahlström, Sten Andersson |
| 14 grudnia | Pamiętnik księżniczki      | Stany Zjednoczone | Garry Marshall   | Julie Andrews, Anne Hathaway, Héctor Elizondo, Heather Matarazzo, Mandy Moore       |
| 14 grudnia | Puchar Himalajów           | Bhutan            | Khyentse Norbu   | Orgyen Tobgyal, Neten Chokling, Jamyang Lodro, Lama Chonjor, Lama Godhi             |
| 21 grudnia | Godzilla kontra Megaguirus | Japonia           | Masaaki Tezuka   | Misato Tanaka, Shôsuke Tanihara, Masatô Ibu, Yuriko Hoshi, Toshiyuki Nagashima      |
| 26 grudnia | Ostatni bastion            | Stany Zjednoczone | Rod Lurie        | Robert Redford, James Gandolfini, Mark Ruffalo, Steve Burton, Delroy Lindo          |
| 28 grudnia | Zoolander                  | Stany Zjednoczone | Ben Stiller      | Ben Stiller, Owen Wilson, Christine Taylor, Will Ferrell, Milla Jovovich            |

## Nagrody filmowe
- Oskary
  - Najlepszy film – Piękny umysł
  - Najlepszy aktor – Denzel Washington Dzień próby
  - Najlepsza aktorka – Halle Berry Czekając na wyrok
  - Wszystkie kategorie: Oskary za rok 2001
- Festiwal w Cannes
  - Złota Palma: Nanni Moretti – Pokój syna (La Stanza del Figlio)
- Festiwal w Berlinie
  - Złoty Niedźwiedź: Patrice Chéreau – Intymność
- Festiwal w Wenecji
  - Złoty Lew: Mira Nair – Monsunowe wesele
- XXVI Festiwal Polskich Filmów Fabularnych
  - Złote Lwy: Cześć Tereska – reż. Robert Gliński
- IX Międzynarodowy Festiwal Sztuki Autorów Zdjęć Filmowych Camerimage, Łódź
  - Złota Żaba: Gérard Simon za zdjęcia do filmu Król tańczy
  - Srebrna Żaba: Adam Sikora za zdjęcia do filmu Angelus
  - Brązowa Żaba: Piotr Sobociński za zdjęcia do filmu Kraina wiecznego szczęścia